# King Time in Abilene
King Time in Abilene – album koncertowy Elvisa Presleya. Został nagrany podczas występu na żywo 27 marca 1977 r. w Abilene. Elvis miał na sobie Mexican Sundial suit. Album został wydany w 1995 roku.

## Lista utworów
1. „See See Rider”
2. „I Got a Woman – Amen”
3. „Love Me”
4. „If You Love Me”
5. „You Gave Me a Mountain”
6. „’O sole mio – It’s Now or Never”
7. „Trying to Get to You”
8. „That’s All Right”
9. „Are You Lonesome Tonight?”
10. „My Way”
11. „Fever”
12. „How Great Thou Art”
13. „Intro”
14. „Early Morning Rain”
15. „What’d I Say”
16. „Johnny B. Goode”, „Drums Solo”, „Bass Solo”, „Piano Solo”, „Electric Piano Solo”
17. „Hail! Hail! Rock ’n’ Roll”
18. "Hurt"
19. „Hound Dog”
20. „Danny Boy” (wyk. Sherril Nielsen)
21. „Walk with Me” (wyk. Sherril Nielsen)
22. „Blue Suede Shoes”
23. „Lawdy Miss Clawdy”
24. „Can’t Help Falling in Love”
25. „Closing Vamp”